# Rosemont–La Petite-Patrie
Rosemont–La Petite-Patrie ist eines von 19 Arrondissements der Stadt Montreal in der kanadischen Provinz Québec. Im Jahr 2011 zählte der 15,9 km² große Stadtbezirk 134.038 Einwohner.

## Geographie
Rosemont–La Petite-Patrie liegt nahe dem Zentrum der Île de Montréal. Benachbarte Arrondissements der Stadt Montreal sind Villeray–Saint-Michel–Parc-Extension im Westen, Saint-Léonard im Norden, Mercier–Hochelaga-Maisonneuve im Osten, Le Plateau-Mont-Royal im Süden und Outremont im Südwesten.

## Geschichte
Das Arrondissement geht auf das Dorf Côte-de-la-Visitation zurück, das 1870 eine eigenständige Gemeinde geworden war. 1885 trennte sich Petite-Côte ab und bildete eine zweite Gemeinde. Um 1900 errichtete die Canadian Pacific Railway dort ein Bahnbetriebswerk. Sie betraute dabei den Makler Ucal-Henri Dandurand mit dem Erwerb des Grundstücks. 1905 benannte sich Petite-Côte in Rosemont um. Der neue Name erinnert an Rose Philipps, Dandurands Mutter. 1910 fusionierten Côte-de-la-Visitation und Petite-Côte mit Montreal.

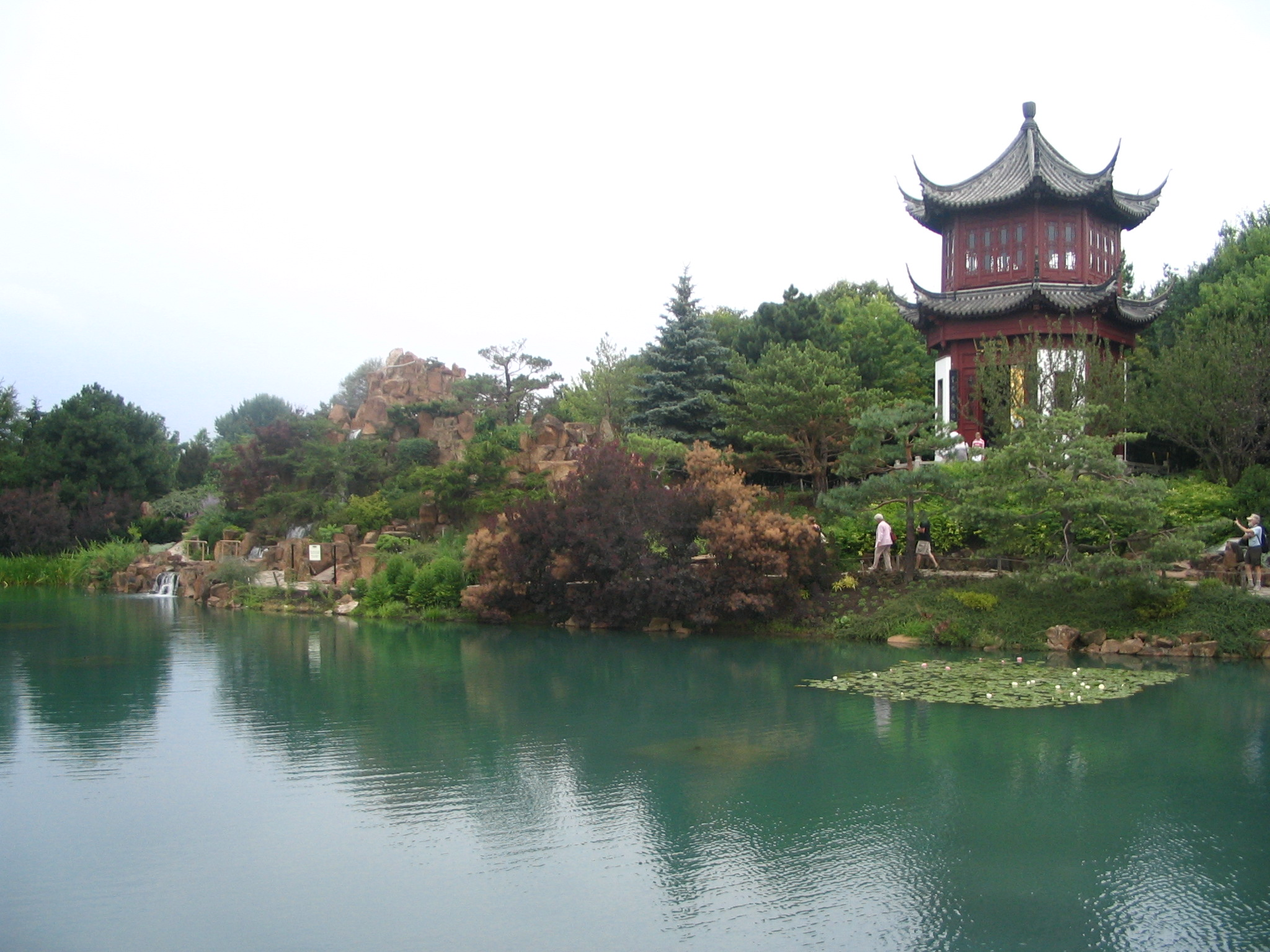
Botanischer Garten

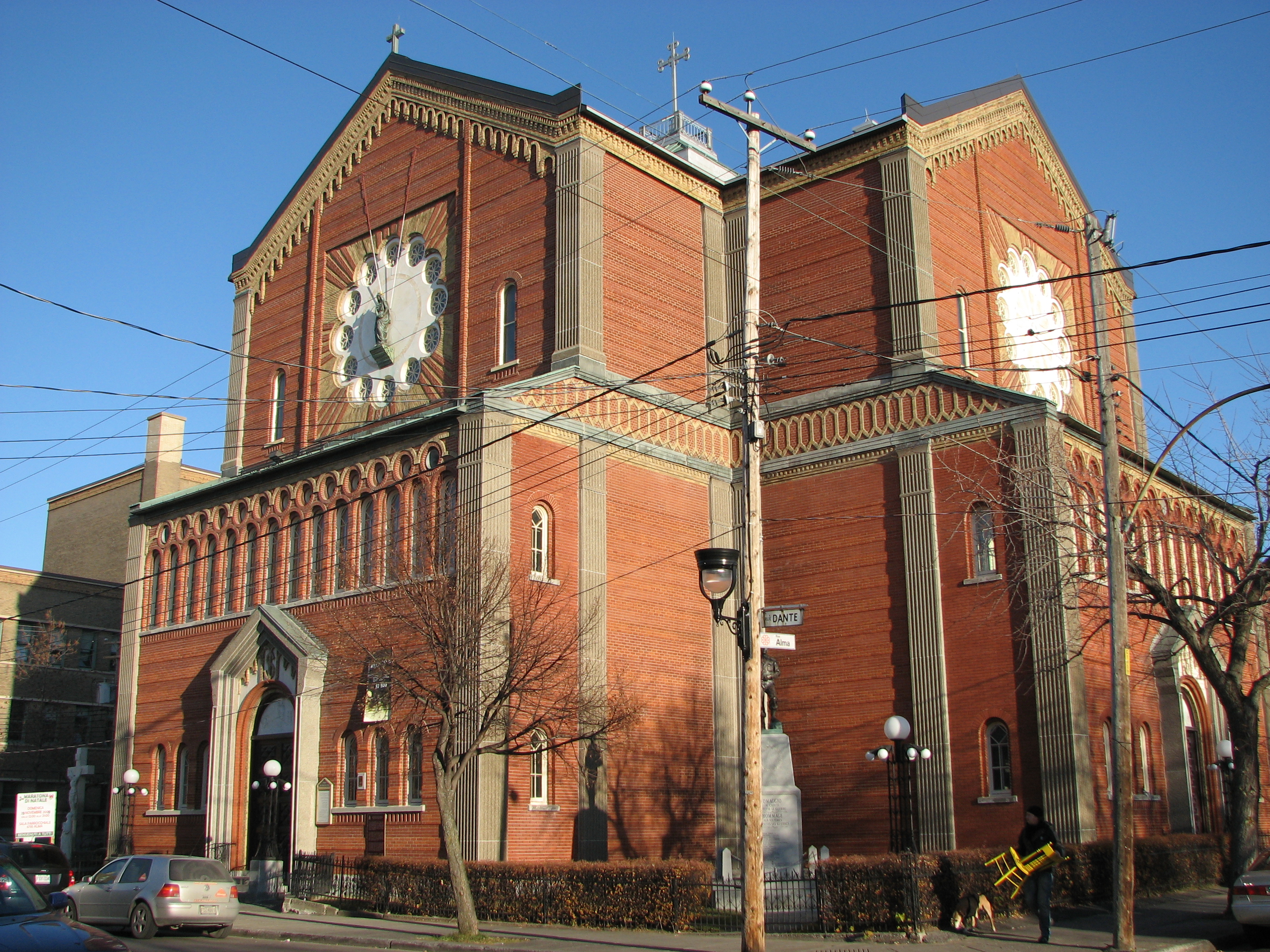
Kirche Notre-Dame-de-la-Défense

La Petite-Patrie bezeichnet den dicht besiedelten südlichen Teil des Arrondissements. Bis Ende des 19. Jahrhunderts wurde diese Gegend fast ausschließlich landwirtschaftlich genutzt, mit Ausnahme einiger Kalksteinbrüche. Der Name setzte sich in den 1980er Jahren durch. Er basiert auf den 1972 erschienenen Roman La Petite Patrie (Die kleine Heimat) von Claude Jasmin, der von 1974 bis 1976 durch die gleichnamige Fernsehserie bekannt wurde.

## Bevölkerung
Gemäß der Volkszählung 2011 zählte Rosemont–La Petite-Patrie 134.038 Einwohner, was einer Bevölkerungsdichte von 8430 Einwohnern/km² entspricht. Von den Befragten gaben 75,9 % Französisch und 3,9 % Englisch als Muttersprache an. Weitere bedeutende Sprachen sind unter anderem Spanisch (5,0 %), Arabisch (2,9 %), Italienisch (1,9 %) und Portugiesisch (1,5 %).

## Sehenswürdigkeiten
- Botanischer Garten Montreal
- Insektarium Montreal
- Marché Jean-Talon
- Kirche Notre-Dame-de-la-Défense
- Kirche Saint-Édouard
- Olympisches Dorf
- Parc Maisonneuve